# 雲海酒造
雲海酒造株式会社（うんかいしゅぞう）は、宮崎県宮崎市に本社を置く、主に焼酎を中心とした酒類を生産している日本の企業である。
世界で初めてそば焼酎を作り出した企業として知られる。
2016年（平成28年）の売上高は164.2億円で、日本の焼酎メーカー全体で3位。

## 沿革
- 1967年（昭和42年） - 五ヶ瀬酒造有限会社として、宮崎県五ヶ瀬町にて設立。
- 1973年（昭和48年） - 世界で初めてそば焼酎の開発に成功。同年そば焼酎「雲海」の銘柄で発売。
- 1978年（昭和53年） - 株式会社に改組、商号を雲海酒造とする。
- 1984年（昭和59年） - 麦焼酎「いいとも」発売。
- 1985年（昭和60年） - 宮崎「綾蔵」完成。
- 1986年（昭和61年） - 清酒「綾錦」発売。
- 1987年（昭和62年)　-長期貯蔵酒「綾セレクション」発売
- 1989年（平成元年）  - 産業観光施設「酒泉の杜」完成。
- 1991年（平成3年）　- 芋焼酎「日向木挽」発売。
- 1994年（平成6年）　-「宮崎・綾ワイナリー」完成。
- 1995年（平成7年）　- 長期貯蔵酒「マヤンの呟き」発売
- 1996年（平成8年）　- 地ビール工場「杜の麦酒工房」完成。
- 1998年（平成10年） - 長期貯蔵酒「那由多の刻」「大河の一滴」発売
- 1999年（平成11年） - 焼酎粕を活用した飼料化に成功、綾工場隣地に飼料工場完成。
- 2000年（平成12年） - 鹿児島「出水蔵」開設。芋焼酎「さつま木挽」発売
- 2001年（平成13年） - 芋焼酎「古秘」発売
- 2003年（平成15年） - 芋焼酎「日向木挽 黒」発売

- 2004年（平成16年） - 本社を宮崎市に移転。そば焼酎「吉兆雲海」麦焼酎「いいとも黒麹」発売
- 2005年（平成17年） - 日本初のそば全麹100％のそば焼酎「雲海 全麹仕込み」発売。
- 2006年（平成18年） - 芋焼酎「さつま木挽黒麹仕込み」発売
- 2009年（平成21年） - 綾蔵芋焼酎製造棟完成。長期貯蔵酒「大地の香輝」発売
- 2010年（平成22年） - そば焼酎「雲海 黒麹」発売
- 2013年（平成25年） - 麦焼酎「綾古稀」発売
- 2014年（平成26年） - 「綾自然蔵見学館」完成。
- 2015年（平成27年） - 芋焼酎「日向木挽BLUE（現 木挽BLUE）」宮崎限定販売開始。
- 2016年（平成28年） - 麦焼酎「いいともBLUE」発売
- 2017年（平成29年） - 芋焼酎「木挽BLUE」全国販売開始。
- 2018年（平成30年） - 「雲海ワイン」発売
- 2022年（令和4年）　- そば焼酎「そば雲海 雲海そば花酵母仕込み グリーン丸」発売
- 2023年（令和5年）　- そば焼酎「そば雲海 雲海そば花酵母仕込み」「そば焼酎 UNKAI 17-イチナナ-」「KOBIKI BLUE17-イチナナ-」全国発売

## 企業現況
- 宮崎県綾町にて産業観光施設「蔵元 綾 酒泉の杜」を運営している（1989年オープン）。
- 焼酎粕の飼料化や、子会社を通じた燻製食品「鶏ささみのくんせい」の販売など多角経営を続けている。
- 1989年（平成元年）、新規事業として都市型CATV放送事業に進出し、宮崎ケーブルテレビを設立。1995年（平成7年）に予備免許、1996年（平成8年）9月に本免許交付を受け、開局。現在も同局の大株主の1社である。
- 2000年（平成12年）、倒産した鹿児島県出水市の酒造メーカー・新屋酒造株式会社の事業を継承する形で鹿児島県に進出、「泉の誉」など新屋酒造が販売していた商品の製造・販売・商標を引き継ぐ一方で、鹿児島工場（通称：出水蔵）独自の芋焼酎「さつま木挽」を発売。なお鹿児島工場の設備は新屋酒造の物をそのまま使用している。
- 2007年（平成19年）、那由多の刻がインターナショナル・ワイン・アンド・スピリッツ・コンペティション金賞、モンドセレクション最高金賞を相次いで受賞。
- 2014年（平成26年）、宮崎県綾町の「蔵元 綾 酒泉の杜」内に焼酎製造見学及び試飲施設を目的とした綾自然蔵見学館が完成。
- 2018年（平成30年）5月17日に本格芋焼酎「木挽BLUE」を、より多くの人に知ってもらい、飲んで楽しんでもらいたいと「木挽BLUE」が発売された2017年3月21日を記念して日本記念日協会に申請し、3月21日が「木挽BLUEの日」として登録されました。
- 2018年（平成30年）、熊本国税局酒類鑑評会にて出品した本格焼酎と清酒の全蔵、全原料が優等賞を受賞した。また、綾蔵が宮崎県の本格焼酎蔵代表として「製造場代表受賞」を、さらに五ヶ瀬蔵の杜氏が宮崎県すべての杜氏を代表する「製造責任者（杜氏）代表賞」の2つの栄誉を同時に獲得した。

### CM
- 「そば焼酎雲海」は川中美幸のCMでも有名。文化放送制作のラジオ番組である「川中美幸 人・うた・心」は、2011年（平成23年）12月まで雲海酒造では唯一の1社提供番組、川中が歌う「そば焼酎雲海」のCMソングもこの番組で聴くことができる（雲海の所在地の宮崎県の宮崎放送（MRTラジオ）でも放送されている）。因みに、番組中でも、「そば焼酎雲海」が飲まれている。
- 1980年（昭和55年）から2003年（平成16年）までの23年間は全国ネットのテレビ番組のスポンサー、現在は宮崎県内の民放テレビ各局、九州や中四国および株主である宮崎ケーブルテレビやテレビCMが流れている。
  - 一部のテレビCMおよびラジオCMのみ、公式サイトで視聴可能。
- 2011年4月以降は「ゆずのオールナイトニッポンGOLD」のイベントやスターダストレビューを起用したTOKYO FMの「サンデースペシャル」の単発スポンサーになるケースが多い。（前者は「そば焼酎雲海」扱いで後者は「さつま木挽」扱いで）
- 2013年11月から、そば焼酎「雲海」を炭酸水で割って飲むという「SOBA&SODA（現 そばソーダ）」のテレビCM開始。女優吉田羊が出演。
- 2017年2月から、麦焼酎「いいともBLUE」について「甘みが、ほろり。」をコンセプトにテレビCM開始。そば焼酎「雲海」に続いて女優吉田羊が出演。
- 2017年10月から、芋焼酎「木挽BLUE」はすっきりとして飲みやすいという触れ込みでテレビCMが開始。そば焼酎「雲海」、麦焼酎「いいともBLUE」に続いて女優吉田羊が出演。

## 工場・支店・営業所

### 工場
- 綾蔵（宮崎県東諸県郡綾町）
- 五ヶ瀬蔵（宮崎県西臼杵郡五ヶ瀬町）
- 出水蔵（鹿児島県出水市）

### 支店
- 東京（東京都中央区）
- 大阪（大阪市北区）
- 広島（広島市中区）
- 福岡（福岡市中央区）
- 宮崎（宮崎県宮崎市）

## 主な商品

### そば焼酎
- 雲海（五ヶ瀬）
- 雲海 黒麹（五ヶ瀬）
- 吉兆雲海（五ヶ瀬）　※宮崎県日向灘で採取した「日向灘黒潮酵母」を使用
- 雲海 全麹仕込み（五ヶ瀬）
- そば雲海 雲海そば花酵母仕込み（綾）
- そば焼酎 UNKAI 17-イチナナ-
- 那由多の刻（五ヶ瀬）　※長期貯蔵酒
- マヤンの呟き（五ヶ瀬）　※長期貯蔵酒

### 麦焼酎
- いいとも（綾）
- いいとも 黒麹（綾）
- いいとも プレミアム（綾）
- いいとも BLUE （綾）　※宮崎県日向灘で採取した「日向灘黒潮酵母」を使用
- 大麦いいとも（綾）
- 綾古稀（綾）
- 綾セレクション（綾）　※長期貯蔵酒
- 大河の一滴（綾）　※長期貯蔵酒

### 芋焼酎
- 日向木挽（綾）
- 日向木挽 黒（綾）
- 日向木挽 原酒（綾）
- 木挽 BLUE（綾）　※宮崎県日向灘で採取した「日向灘黒潮酵母」を使用
- KOBIKI BLUE17-イチナナ-（綾）
- 日向古秘（綾）
- 大地の香輝（綾）　※長期貯蔵酒
- さつま木挽 （出水）
- さつま木挽 黒麹仕込み（出水）
- さつま木挽 原酒（出水）
- 薩摩古秘（出水）
- 甕匠（出水）

### 米焼酎
- 久蔵（綾）

### ワイン
- 雲海ワイン ブラックオリンピア (白)
- 雲海ワイン ナイヤガラ (白)
- 雲海ワイン デラウェア (白)
- 雲海ワイン マスカット・ベーリーA (赤)
- 雲海ワイン キャンベル・アーリー (ロゼ)

### 地ビール
- 雲海麦酒醸造所 雲海ラガー
- 雲海麦酒醸造所 ケルシュ
- 雲海麦酒醸造所 アルト
- 雲海麦酒醸造所 黒

### その他酒類
- 清酒 綾錦
- 純米酒　菊初御代
- 本醸造　初御代
- 大吟醸　登喜一

- 梅酒 月知梅

- 日向夏リキュール
- やまももリキュール
- きんかんのリキュール
- ブランデー

## 受賞歴
全国新酒鑑評会
平成14酒造年度 - 令和5酒造年度
- 「登喜一」金賞受賞 - 令和5年受賞

東京ウイスキー＆スピリッツコンペティション（TWSC）2023
【最高金賞】
- 長期熟成貯蔵本格麦焼酎「綾セレクション」

【金賞】
- 長期熟成貯蔵本格そば焼酎「マヤンの呟き」

【銀賞】
- 長期熟成貯蔵本格芋焼酎「大地の香輝」

特別賞　ベスト麦焼酎 OVER26部門 ベストカテゴリー賞
- 長期熟成貯蔵本格麦焼酎「綾セレクション」

第26回ジャパン・ワイン・チャレンジ2023
【金賞】
- 「雲海ワイン　キャンベル・アーリー ロゼ」

【銀賞】
- 「雲海ワイン　デラウェア 白」
- 「雲海ワイン　ナイアガラ 白」
- 「雲海ワイン　雲海農園産ぶどう100%デラウェア 白」
- 「雲海ワイン　雲海農園産ぶどう100％使用スパークリングワイン デラウェア 白」

全国梅酒品評会2023
ブランデーブレンド梅酒部門【銀賞】
- ｢梅酒 月知梅 すっきりタイプ｣

モンドセレクション2024
スピリッツ＆リキュール部門 【最高金賞】
- 長期熟成貯蔵本格麦焼酎「綾セレクション」

- 長期熟成貯蔵本格そば焼酎「マヤンの呟き」
- 長期熟成貯蔵本格麦焼酎「大河の一滴」

スピリッツ＆リキュール部門 【金賞】
- 長期熟成貯蔵本格そば焼酎「那由多の刻」
- 長期熟成貯蔵本格芋焼酎「大地の香輝」

令和６年 熊本国税局酒類鑑評会
優等賞受賞銘柄 〈本格焼酎部門〉
- 本格そば焼酎「雲海」
- 本格麦焼酎「いいとも」

- 本格芋焼酎「さつま木挽」

優等賞受賞銘柄 〈清酒部門〉
- 大吟醸「登喜一」

優等賞受賞銘柄 〈本格焼酎部門〉
- 〈本格焼酎部門／宮崎県〉五ヶ瀬蔵 ※宮崎県の製造場を代表して受賞

優等賞 製造責任者（杜氏）代表受賞
- 〈清酒部門／宮崎県〉綾蔵・本部杜氏 ※熊本国税局管内4県の杜氏を代表して受賞

## CM出演者
- 川中美幸（雲海）
- 秋本奈緒美（いいとも）
- 景山民夫（純米雲海）
- 常岡智恵（ラジオCM）

- 吉田羊（雲海（そばソーダ）、いいとも、木挽BLUE）
- 河村綾菜（いいとも）